# درک مارلو
درک ویلیام ماریو مارلو (انگلیسی: Derek William Mario Marlowe؛ ‎ ۲۱ مهٔ ۱۹۳۸ – ۱۴ نوامبر ۱۹۹۶) ، نمایش‌نامه‌نویس، رمان‌نویس، فیلم‌نامه‌نویس و نقاش اهل بریتانیا بود.